# Eddie Pope
George Edward "Eddie" Pope (nacido el 24 de diciembre de 1973 en Greensboro, Carolina del Norte) es un exfutbolista estadounidense, su último club fue el Real Salt Lake de la Major League Soccer y fue una parte importante de la Selección de Estados Unidos.

## Selección nacional
Ha sido internacional con la selección de fútbol de los Estados Unidos en 82 ocasiones, marcando 8 goles en los años 1996 a 2006.

## Clubes
| Club           | País           | Año       | Partidos | Goles |
| -------------- | -------------- | --------- | -------- | ----- |
| D.C. United    | Estados Unidos | 1996-2002 | 143      | 8     |
| MetroStars     | Estados Unidos | 2003-2004 | 42       | 0     |
| Real Salt Lake | Estados Unidos | 2005-2007 | 69       | 2     |